# Notker Rösch
Notker Rösch (* 1943) ist ein deutscher Chemiker und Professor im Ruhestand an der TU München. Seine Forschungsschwerpunkte liegen im Bereich der Theoretischen Chemie.

## Leben und Wirken
Das Studium der Physik und Mathematik schloss Rösch 1968 mit einer Diplomarbeit in Theoretischer Physik ab. Er promovierte 1971 in Theoretischer Chemie bei Georg Ludwig Hofacker an der TU München. Ein DFG-Forschungsstipendium führte ihn als Postdoktorand zu Keith Johnson an das Massachusetts Institute of Technology sowie zu Roald Hoffmann an die Cornell University. Während seiner Habilitation nahm er das zentrale Thema seiner Forschung auf, die Anwendung der Dichtefunktionalmethode auf elektronische Strukturen in der Chemie. Seit 1980 war er Professor für Chemie an der TU München.  Seit 2008 leitete er als Direktor das  Institut für Katalyseforschung der TU München. Er lehrte als Gastprofessor in Thailand, den USA, in Neuseeland und verschiedenen europäischen Ländern.
Er ist seit dem 30. September 2011 emeritiert.
Seine Forschung konzentrierte sich auf die Entwicklung und die Anwendung quantenchemischer Methoden. Er entwickelte auch eine interaktive Lehrplattform für quantenchemische Methoden, die es Studierenden erlaubt, realitätsnahe Berechnungen durchzuführen und mit der er die Lehre in der Theoretischen Chemie modernisierte. Er erhielt mehrere Auszeichnungen.

## Werke (Auswahl)
- Mathematik für Chemiker, Springer-Verlag, Berlin, 1993, ISBN 978-3-540-56824-7.
- Mit Cristiana Di Valentin, Remo Gandolfi, Philip Gisdakis: Allylic Alcohol Epoxidation by Methyltrioxorhenium: A Density Functional Study on the Mechanism and the Role of Hydrogen Bonding. In: Journal of the American Chemical Society. Band 123, Nr. 10, 1. März 2001, S. 2365–2376, DOI:10.1021/ja003868y
- Mit Vayssilov GN, Gates BC: Oxidation of supported rhodium clusters by support hydroxy groups. Angew. Chem. Int. Ed. 2003; 42(12): 1391-1394, DOI:10.1002/anie.200390357
- Mit Yudanov IV, Matveev AV, Neyman KM: How the C-O bond breaks during methanol decomposition on nanocrystallites of palladium catalysts.  J. Am. Chem. Soc. 2008; 130(29): 9342-9352, DOI:10.1021/ja078322r
- Mit Kremleva A, Krüger S: Quantum chemical modeling of uranyl adsorption on mineral surfaces, Radiochim. Acta. 2010; 98; 635-646, DOI:10.1524/ract.2010.1764.

## Auszeichnungen
- 2012: Heinz-Maier-Leibnitz-Medaille der TU München
- 2009: Fellow of the Royal Society of Chemistry (FRSC)
- 2005: Ehrendoktor der Universität Sofia